# Топчибашева, Рейхан Ибрагим кызы

«Улица Старого Баку». 1935 год. Национальный музей искусств Азербайджана, Баку

Рейхан Ибрагим кызы Топчибашева (азерб. Reyhan İbrahim qızı Topçubaşova; 15 декабря 1905, Губа, Бакинская губерния — 5 марта 1970, Баку) — азербайджанская советская художница, Заслуженный деятель искусств Азербайджанской ССР (1943).

## Биография
Рейхан Ибрагим кызы Ахундова родилась 15 декабря 1905 года в городе Куба.
С 1931 по 1935 год училась в Азербайджанском государственном художественном техникуме. С 1943 по 1945 год была заместителем председателя Совета управления Союза художников Азербайджана.
Создавала портреты («М. А. Сабир», «Г. Алмасзаде» и др.), картины на бытовые темы («Старый базар», «Свадьба», «Улица» и др.), пейзажи («Девичья башня», «Море», «Вид на Мардакян» и др.), а также сюжетные композиции («На могиле Ханлара», «Торжественное собрание Бакинского Совета в 1920 году» и др.) и натюрморты. В пейзажах Топчибашевой особое место занимает природа Апшеронского полуострова.
Также Топчибашова создавала эскизы для нарядов ансамблей песни и танца.
В 1943 году была удостоена звания Заслуженного деятеля искусств Азербайджанской ССР.
Скончалась 5 марта 1970 года в Баку, через 12 дней после смерти сына Ибрагима, не выдержав горя.

## Семья
В 1923 году вышла замуж за врача Мустафу Топчибашева. В 1924 году у семейной пары родился сын Ибрагим, в 1927 году — дочери-близнецы — Земфира и Эльмира.
Ибрагим пошёл по стопам отца и стал хирургом, также сочинял музыку. Он скончался в апреле 1970 года. Сын Ибрагима Джейхун Топчибашев, также хирург по профессии, работает главным врачом Центральной клинической больницы Баку.
Дочь, Земфира Топчибашева, также стала врачом. Многие годы была главным гинекологом Азербайджана, позже главным гинекологом Баку. Скончалась в 2017 году.
Эльмира Топчибашева является доцентом Бакинской музыкальной академии и учителем фортепиано.
Сестра Рахшанда Бабаева — первая азербайджанская женщина-этнограф.